# Aire provinciale de loisir de Waterton Reservoir
L'aire provinciale de loisir de Waterton Reservoir (anglais : Waterton Reservoir Provincial Recreation Area) est une aire protégée canadienne située dans le sud-est de l'Alberta.  Cette petite aire protégée offre un accès au réservoir Waterton, qui est situé sur la rivière Waterton ainsi qu'un petit camping de 25 emplacements.